# Dušan Domović Bulut
Dušan Domović Bulut, en serbe en écriture cyrillique : Душан Домовић Булyт, également connu comme Dušan Bulut, né le 23 octobre 1985, est un joueur serbe professionnel de basket qui est actuellement classé no 1 mondial en individuel des hommes 3×3 classement de la Fédération Internationale de Basketball (FIBA) et de la Fédération internationale de Basketball. 
Il a joué pour Novi Sad Al-Wahda et l'équipe de Serbie masculine de Basket 3×3 équipe[Quoi ?]. 
Le Serbe est considéré comme le meilleur joueur de tous les temps du 3×3, ayant gagné tous les titres possibles en club et avec la Serbie plusieurs fois.

## Palmarès
- 3 fois vainqueur du FIBA 3×3 World Tour et 2 fois MVP.
- 4 fois vainqueur de la coupe du monde FIBA 3×3 et 2 fois MVP.